# Ераван – Ханом
Ераван – Ханом – офшорний газопровід, який транспортує ресурс із належних Таїланду родовищ Сіамської затоки.
Наприкінці 20 століття в межах проекту розробки родовища Бонгкот запланували створити газовий хаб в районі іншого офшорного родовища Ераван. З цією метою у 1994-му тут встановили спеціальну платформу (Erawan Riser Platform, ERP), від якої беруть початок газопроводи на північ до Районгу та на захід до Ханому. Останній призначений для подачі ресурсу до південних провінцій Таїланду та був введений в експлуатацію у 1996 році.
Трубопровід Ераван – Ханом прокладений на глибинах до 60 метрів. Він має довжину 171 км, діаметр труб 600 мм та пропускну здатність біля 14 млн м3 на добу. Роботи з прокладання трубопроводу здійснило в 1992 – 1993 роках трубоукладальне судно "Castoro V".
Протранспортований по газопроводу ресурс потрапляє на газопереробний завод Ханом, звідки підготований паливний газ спрямовується до розташованої на сусідньому майданчику ТЕС Ханом.